# Askold in Dir
Askold in Dir (staronordijsko Haskuldr/Hǫskuldr; Dyr/Djur, starovzhodnoslovansko Асколдъ и Диръ), omenjena v Primarni kroniki, Prvi novgorodski kroniki in Nikonovi kroniki, sta bila prva znana vladarja Kijeva, * ni znano, † 882. 

## Nestorjeva kronika

### Ločitev od Rurikove družine
Po pisanju v Nestorjevi kroniki naj bi bila Askold in Dir člana Rurikove družine, vendar avtor poudarja, da nista bila iz njegovega plemena, kar se lahko razume tudi tako, da nista bila njegova sorodnika. V nekaterih drugih zapisih se omenja, da sta bila bojarja (plemiča), v nekaterih pa se to ne omenja. Z Rurikovim soglasjem sta se okoli leta 862 ločila od Rurikove družine in s svojima družinama  odplula po Dnepru proti Carogrodu. 

### Prevzem oblasti  v Kijevu
Na plovbi sta dosegla Kijev, glavno mesto Vzhodnih Poljanov, takrat podložnikov Hazarov. Zavladala sta Poljanom in hkrati okoli sebe zbrala  veliko Varjagov.

### Odprava v Carigrad
Leta 866 naj bi Askold in Dir organizirala odpravo na Carigrad z 200 čolni. Ko je carigrajski guverner izvedel, da se mestu približuje rusko ladjevje, je o tem obvestil cesarja Mihaela, ki je bil takrat na vojaškem pohodu proti Arabcem. Ko so Rusi zapluli v zaliv Zlati rog, so pobili veliko kristjanov in začeli  oblegati mesto. Cesar je po vrnitvi v Carigrad skupaj s patriarhom Fotijem molil v cerkvi Svete Bogorodice v palači Blaherne ob Zlatem rogu. V morje sta vrgla kovinski plašč z ikone Bogorodice, kar je povzročilo vihar, ki je razbil ruske čolne. Preživelo je le malo Rusov.
Opis dogodkov je skoraj enak bizantinskemu opisu obleganja Konstantinopla leta 860. Po mnenju raziskovalcev, ki verjamejo Nestorjevemu pričevanju, gre za samostojen napad pod njunim vodstvom. Drugi zgodovinarji menijo, da je Nestor imeni Askolda in Dira neupravičeno povezal z obleganjem Rusov leta 860, znanim iz bizantinskih zapisov. 

### Smrt
Po Rurikovi smrti je oblast v Novgorodu prevzel njegov sorodnik Oleg Modri in se z veliko vojsko odpravil na jug. Ko je prišel do Kijevskih hribov, je izvedel, da v mestu vladata Askold in Dir. Nekaj svojih bojevnikov je pustil za sabo, nekaj jih je skril v čolne, sam pa je skupaj z mladoletnim Igorjem Kijevskim odplaval na Ogrski grič. Predstavljal se je za trgovca in s prevaro spravil Askolda in Dira na svoj čoln, kjer so ju kot uzurpatorja ubili. 
Pokopana sta bila ločeno, Askold na Ogrskem griču, kjer je Olma zgradil cerkev svetega Nikolaja, Dir pa za cerkvijo svete Irene. Ločen pokop in častno mesto, kjer je bilo pokopano Askoldovo truplo, po mnenju nekaterih raziskovalcev kaže, da nista umrla skupaj. Askold naj bi umrl prvi in bil pokopan kot zakonit vladar Kijeva. Nekateri zgodovinarji menijo, da gradnja cerkve ob Dirovem grobu ali celo na njem, kaže, da se je pokristjanil. 